# Omicron Ophiuchi
Désignations
ο Oph A : HD 156349, HIP 84626, HR 6424, GC 23344, SAO 185238

Omicron Ophiuchi (en abrégé ο Oph) est une étoile binaire de la constellation zodiacale d'Ophiuchus. Elle est visible à l'œil nu avec une magnitude apparente combinée de 5,04.
Omicron Ophiuchi est une binaire visuelle écartée dont les deux composantes, désignées Omicron Ophiuchi A et B, ont des magnitudes visuelles de 5,14 et de 6,59 respectivement. En 2024, elles avaient une séparation angulaire de 10,7 secondes d'arc et étaient disposées selon un angle de position de 355°. D'après la mesure de leurs parallaxes annuelles par le satellite Gaia, les étoiles du système sont distantes de 280 à ∼ 290 a.l. (∼ 88,9 pc) de la Terre,. Elles s'en rapprochent à une vitesse radiale héliocentrique de −29 km/s ou de −27 km/s.
La composante primaire, Omicron Ophiuchi A est une étoile géante jaune évoluée de type spectral G8III. Son rayon est environ 12 fois plus grand que le rayon solaire, elle est 75 fois plus lumineuse que le Soleil et sa température de surface est de 4 849 K. La composante secondaire, Omicron Ophiuchi B, est une étoile jaune-blanc de type spectral F6IV-V, avec la classe de luminosité « IV-V » qui indique que son spectre présente des traits intermédiaires entre une étoile sur la séquence principale et une sous-géante. Son rayon est trois fois plus grand que le rayon solaire, elle est 12,6 fois plus lumineuse que le Soleil et sa température de surface est de 6 296 K.